# Серболужицкая литература
Серболужицкая литература (нем. Sorbische Literatur, луж. Serbska literatura) — литература на верхнелужицком и нижнелужицком языках или написанная серболужицкими авторами на других языках. Самым древним письменным памятником на лужицком языке, сохранившимся до нашего времени, являются фрагменты так называемого сочинения «Magdeburgske glosy», которое датируется XII веком. Регулярное издание печатных книг на лужицких языках началось в XVI веке. Существует корпус «Лужицких языковых памятников», изданных на протяжении XVI—XVIII веков и значительно повлиявших на развитие лужицких языков.

## XVI век

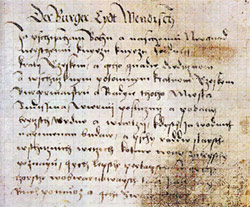
Будишинская присяга

До XVI века литературное творчество лужицкого народа существовало в основном в устной форме: например, героические (Наши парни с войны едут) и церковные песнопения. Древнейший памятник серболужицкой письменности — текст латинского псалма Магдебургской рукописи (Magdeburgske glosy) XII века с подстрочным переводом на старолужицкий и немецкий языки. По мнению слависта Г. Шустера-Шевца, славянский перевод принадлежит к западно-нижнелужицкому диалекту.
История серболужицкой литературы берёт начало со времён Реформации — XVI века. Самым ранним памятником деловой письменности является «Будишинская присяга» 1532 года. Это была клятва на верность властям, данная лужичанами после получения ими права равноправных граждан Будишина. Позднее аналогичные присяги появились и в других городах Лужицы. Важную роль в становлении письменности у верхне- и нижнелужицких сербов в XVI—XVIII веках выполняли переводы Библии и других религиозных текстов. Первые книги были написаны и напечатаны протестантами на нижнелужицких диалектах: в 1548 году Миклауш Якубица перевёл Новый Завет, в 1574 году Альбин Моллер издал «Малый Катехизис».
В 1595 году в свет вышла первая печатная книга на верхнелужицком языке — «Малый катехизис» Лютера, переведённый Вяцлавом Ворехом. В 1707 году Юрием Гавштыном Светликом был выполнен полный перевод Библии. В XVI—XVII веках возникли верхнелужицкий (в католическом и протестантском вариантах) и нижнелужицкий письменные языки. Ряд памятников серболужицкой письменности был написан на диалектах, которые впоследствии вымерли. В 1884 году лужицкий фольклорист Гендрих Йордан обнаружил рукопись сочинения «Gregoriusowe kěrlušowe knižki», которое датируется концом XVI века и представляет собой образец развития верхнелужицкого языка и его диалектов. Созданию единого национального языка препятствовала и территориальная разобщённость лужицких сербов.

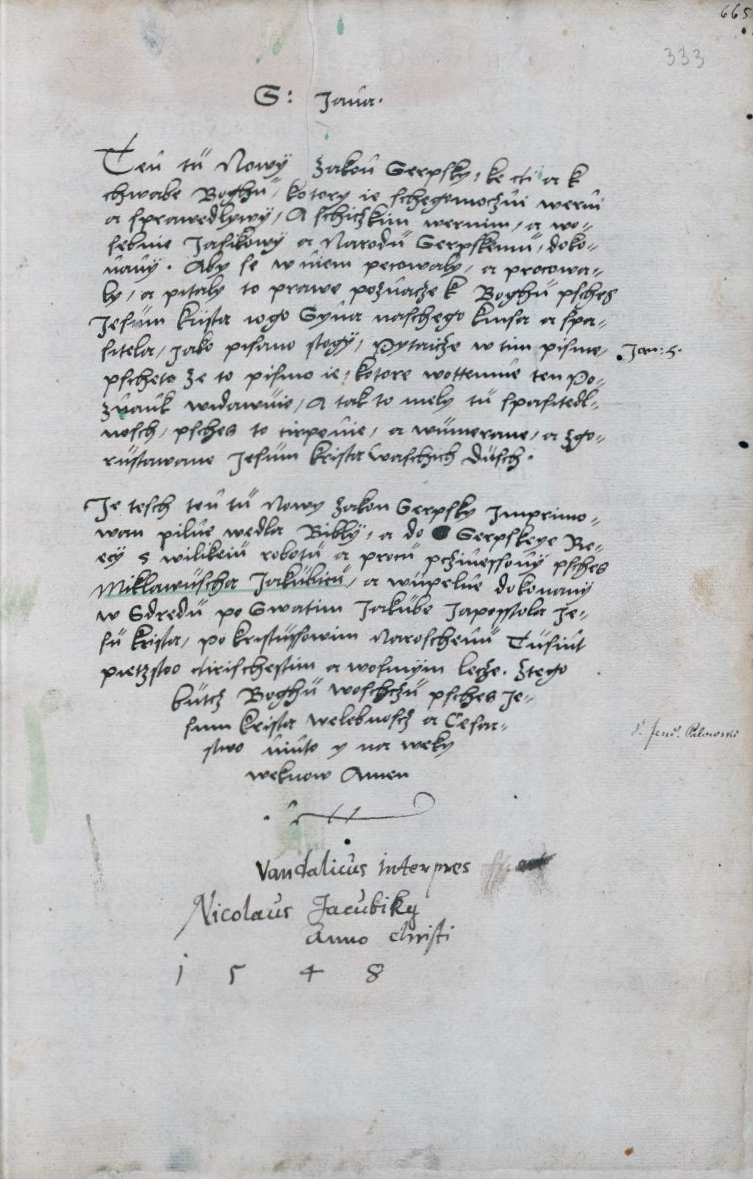
Новый Завет М. Якубицы (1548)

Лужицким писателем начала XVI века, писавшем на латыни, был преподаватель Краковского и других университетов Европы — Ян Рак (ум. 1520). В 1502 году в Страсбурге были опубликованы его «Песни». Известно, что Раком были написаны и «Стихи о Лужице». Другим крупным гуманистом и поэтом был Каспар Пойкер (ум. 1602). Находясь в заключении в Лейпцигской тюрьме, Пойкер в 1583 году сочинил поэму на латыни «Идиллия родины», представлявшую собой хронику Баутцена его округи (опубликована в 1594 году). Самым известным противником Реформации XVI века был преподаватель Краковского университета Ян Лужицкий. В 1560 году он издал книгу полемического характера «Историческое повествование о различных предметах». Родившийся в Баутцене Каспар Янитий сочинил поэму «Лицо школы» («Prosopon Scholae»), в которой описал нелёгкое положение школы, снижение качества образования и падение нравов. Уроженец Котбуса Якуб Янус (ум. 1583) оставил после себя многочисленные произведения, среди которых — «День рождения Христа» и «Деяния пророков». Нижнелужицкий теолог и учёный Альбин Моллер в 1574 году в Баутцене выпустил первые книги на нижнелужицком наречии: «Малый катехизис», «Сборник лужицких псалмов» и «Вечный церковный календарь». На нижнелужицком языке Моллером были изданы в Лейпциге труды по астрономии и астрологии: «Подробное и правдивое сообщение о новой комете» (1605) и «Большая практическая астрология» (1613). В 1582 году он написал книгу о лекарственных растениях. В 1597 году серболужицкий священник Вяцлав Варихий издал переведённый им катехизис на верхнелужицком языке, к которому прилагалась статья на немецком языке: «Сведения о том, как употреблять и произносить буквы на лужицком языке».

## XVII век

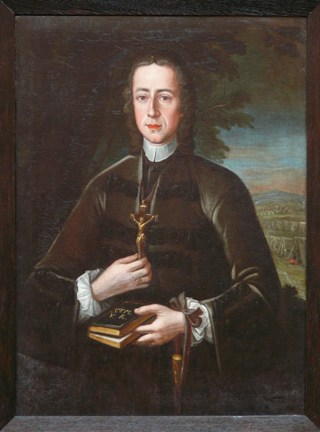
Я. К. Тицин

Родом из Нижней Лужицы был Ян Бок (ум. 1621), владевший семью языками, в том числе нижнелужицким (который он называл «сарматским» языком). Бок писал стихотворения на латыни и немецком языке, а также исторические сочинения о венграх и турках. В стихотворении 1612 года Бок воспевал родную землю «Лужицу-мать». Хандрош Тара (ум. ок. 1638) в 1610 году во Франкфурте-на-Майне опубликовал «Малый катехизис» Лютера на западно-нижнелужицком сторковском диалекте. Среди других его рукописей: «Словарь лужицкого языка в Буххольце и окрестностях», грамматика лужицкого языка, «Лужицкие проповеди» (не сохранились). В 1627 году верхнелужицкий священнослужитель Грегор Мартини опубликовал книгу «Семь покаянных псалмов царственного пророка Давида. По-лужицки и по-немецки». В 1650 году священником Яном Хойнаном была подготовлена к печати первая грамматика нижнелужицкого языка с нижнелужицко-латинским словарём «Linguae Vandalicae ad dialectum Cotbisiani formandae aliquis Conatus». Приблизительно в это же время Юро Эрмель выпустил первый букварь на нижнелужицком языке «ABC — Kniglicki» (в 1669 году букварь оказался под запретом и был изъят немецкими властями). В 1654 году священником Адамом Тило была издана книга на нижнелужицком языке «Catechismus und Glaubens Articul» (в 1667 году запрещена и уничтожена немецкими властями). В 1653—1656 годах священниками «вендского округа» были изданы четыре книги на нижнелужицком языке: Катехизис, Псалтырь, Сборник отрывков из Библии и Сборник церковных песнопений. В 1679 году Якубом Ксавером Тицианом в Праге была издана грамматика верхнелужицкого языка «Principia linguae Wendicae», ставшая основой для верхнелужицкого католического литературного языка.
Учёным и священником Юрием Лудовицы (ум. 1673) была написана первая грамматика верхнелужицкого языка «Rudimenta Grammaticae Sorabo-Vandalicae idiomatis Budissinatis deliniata». В 1675 году нижнелужицкий учёный Юро Кригар выступил в Виттенбергском университете и выпустил книгу «О серболужичанах, славянском народе, в просторечии именуемых вендами». В 1689 году Захарий Бирлинг выпустил труд по лужицкой орфографии «Didascalia seu Orthographia Vandalica». Михал Френцель-старший (ум. 1706), будучи священником в Баутцене, занимался переводческой деятельностью на будишинском диалекте верхнелужицкого языка. В 1706 году после смерти Френцеля был полностью опубликован переведённый им Новый Завет. В «Приветственном послании Петру I», находившемуся в 1697 году в Германии, Френцель писал: «О, Саксония, особенно же ты, Дрежджаны… ты никогда ещё не удостаивался такой чести, чтобы великий царь и великий государь, который вместе с миллионами своих подданных говорит на нашем лужицком или сарматском языке, прибыл к нам…».

## XVIII век

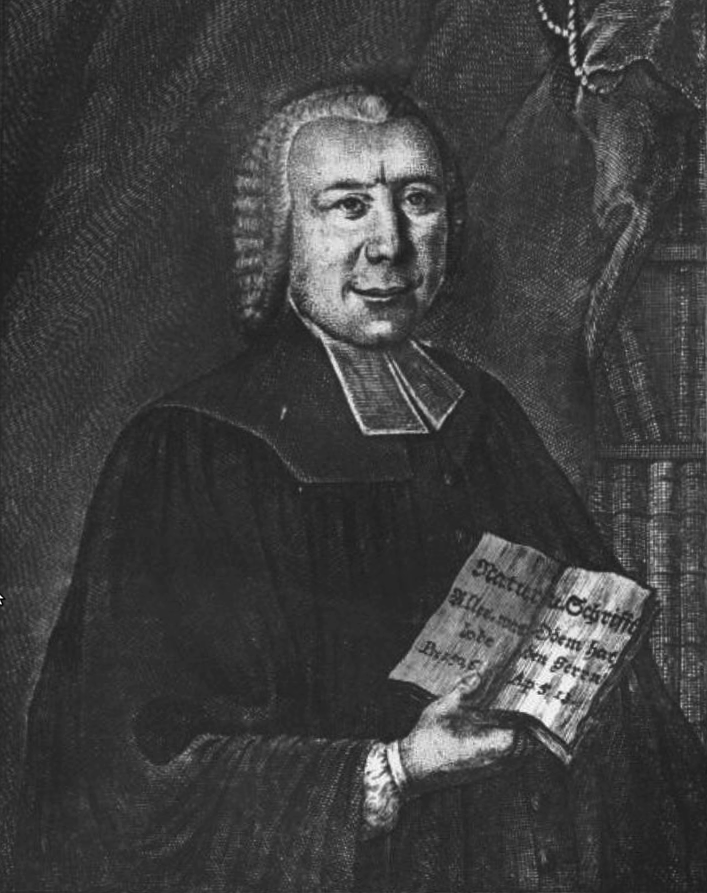
Г. Б. Шерах

Одним из известных лужицких родов, сыгравших значительную роль в становлении серболужицкой литературы, стал род Френцелей, из которого с 1660-х до середины XVIII века вышло несколько представителей серболужицкой научной и творческой интеллигенции. Первым известным представителем этого рода стал переводчик Михал Френцель, который в 1706 году издал Новый Завет на верхнелужицком языке. Его деятельность способствовала поднятию престижа родного языка среди лужичан. Михал Френцель был отцом лужицкого энциклопедиста Абрахама Френцеля и поэта Михала Френцеля, который, в свою очередь, приходился отцом хронисту Саломону Богухвалу Френцелю. Абрахам Френцель (ум. 1740) был автором десятитомного труда «De originibus linguae Sorabicae» («О происхождение лужицкого языка»). В последних двух томах Френцель дал объяснение названиям населённых пунктов Лужицы. В 1719 году вышла в свет книга Френцеля о языческих божествах славян и лужичан «De diis Slavorum in specie».
В 1706 году Яном Богумилом Фабрициусом, стоявшим у истоков нижнелужицкого литературного языка, была открыта первая типография в Котбусе. В 1721 году в Будишине был издан латинско-лужицкий словарь, составленный Юрием Гавштыном Светликом. Уроженец Котбуса Ян Богумер Рихтар, известный своими исследованиями о пчеловодстве, в 1730 году выпустил историко-этнографический труд на немецком языке «Собрание некоторых сообщений о городе Котбусе в Нижней Лужице и прилежащих к нему местах». В 1738 году в Люббене начало выходить ежемесячное научное издание «Destinata Litteraria et Fragments Lusatica». Важными образовательными учреждениями, в которых воспитывалась серболужицкая интеллигенция, были Лужицкая семинария (действовала с 1728 по 1922 год) и Малостранская немецкая гимназия в Праге. В этих учреждениях обучались будущие серболужицкие писатели и поэты XVIII—XIX веков.
В 1766 году вышла первая в истории газета в рукописном варианте на верхнелужицком языке «Lipske nowizny a wšitkizny». Эту газету издали представители Сербского проповеднического общества, которое возникло в 1716 году среди лужицких студентов Лейпцигского университета. В 1728 году это общество издало Библию на верхнелужицком языке, которая вошла в корпус «Лужицких письменных памятников». Членом этого общества был представитель эпохи Просвещения Гадам Богухвал Шерах (ум. 1773), который издал большое количество религиозных текстов. В 1755 году вышла его статья на немецком языке «Послание в защиту древних славян и лужичан», в котором автор попытался развенчать немецкие предубеждения против славян. Во второй половине XVIII века появилось большое количество лужицких изданий на немецком языке. Так, в 1768 году в Гёрлице был основан немецкоязычный «Лужицкий журнал». Юрий Мень, представитель светского направления в литературе, в 1767 году сочинил патриотическую поэму «Лужицкого языка возможности и восхваление в поэтической песне».
Ян Горчанский в 1782 году опубликовал на немецком языке книгу «Размышления верхнелужицкого серба о судьбе своего народа…». В немецком журнале «Lausitzer Provinzial-Blätter» Горчанский писал: «Признаюсь сразу: я серболужичанин и не стыжусь своего происхождения…». Вышедший в 1790 году в Баутцене общественно-политический журнал на верхнелужицком языке «Ежемесячник для поучения и утешения» («Mesačne pismo k rozwučenju a wokřewjenju») сразу же был запрещён властями Саксонии, опасавшимися волнений. Лингвистом Яном Бедрихом Фрицо (ум. 1819) был переведён на нижнелужицкий язык Ветхий Завет, составлен нижнелужицкий словарь с грамматикой.

## XIX век
Журналист-просветитель Ян Богухвал Дейка (ум. 1853) с 1809 по 1812 год издавал на верхнелужицком языке ежемесячник «Serbski powědar a kurěr» («Лужицкий рассказчик и курьер»). На первую половину XIX века пришлось творчество верхнелужицких поэтов Рудольфа Меня, вдохновителя национального возрождения Гандрия Любенского, нижнелужицких писателей Дабита Богувера Глована, Помгайбога Кристалюба Фрицо и Ханзо Непилы. Бедрих Адольф Клин, известный, в первую очередь, как публицист, писал также стихотворения на латинском и верхнелужицком языках. В 1826 году стал выходить рукописный литературный журнал «Сербске новины». Начало наиболее плодотворного периода романтизма в Верхней Лужице было связано с Гандрием Зейлером (ум. 1872) и Гендрихом Августом Кригаром (ум. 1858). Зейлер был автором песни, получившей название «Прекрасная Лужица», которая стала национальным гимном лужичан. Для Лужицы Зейлер имеет такое же значение, как А. С. Пушкин для России.

### Национальное возрождение

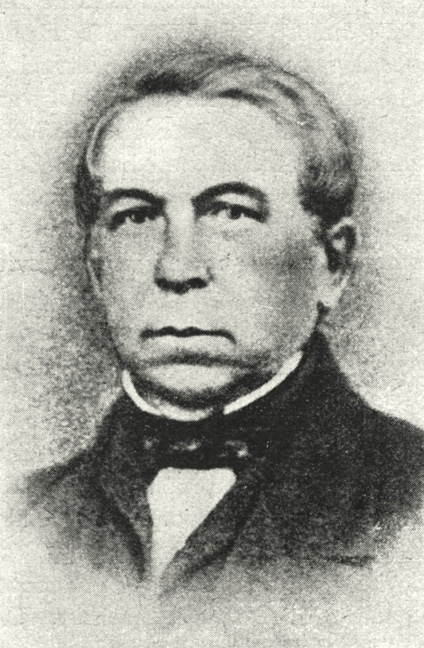
Г. Зейлер

До 1840-х годов постоянных периодических изданий на лужицком языке не было, литературные произведения в большинстве своём создавались в рукописях, отсутствовала читающая аудитория. В эти годы начался качественно новый этап в развитии серболужицкой литературы. В 1842 году выходило еженедельное издание «Jutnička». В том же году Зейлером был начат выпуск еженедельной газеты «Tydźenska Nowina», просуществовавшей под разными названиями до запрета в 1937 году. В 1847 году была создана Матица серболужицкая (по примеру аналогичных учреждений в Сербии и Чехии), которая собрала вокруг себя лужицкую интеллигенцию, а также образованных ремесленников и крестьян. Ян Веля-Радысерб и Ян Бартко в 1848 году начали выпускать политическую газету «Сербски новинкар» («Serbski Nowinkar»), которая стала выступать за упразднение монархии. Если Зейлер был лириком, то Ян Веля — мастером баллады, басни и политического стихотворения. Другим лириком верхнелужицкой поэзии была первая лужицкая поэтесса Герта Вичазец (ум. 1885). В 1848 году в Котбусе стала издаваться газета на нижнелужицком языке «Bramborski Serbski Casnik», выходившая под своим названием до 1939 года. В 1880 году в Нижней Лужице был создан филиал Матицы. В 1851 году в Будишине был открыт серболужицкий книгоиздательский магазин. В 1875 году Я. Смолер на средства меценатов купил типографию. В 1848 году был основан «Časopis Maćicy Serbskeje» («Журнал Матицы серболужицкой»), выходивший два раза в год (до запрета в 1937 году). С 1860 по 1881 год издавался литературный журнал «Łužičan» («Лужичанин»). С 1876 по 1881 год выходил дргой литературный журнал — «Липа сербская» («Lipa Serbska»).

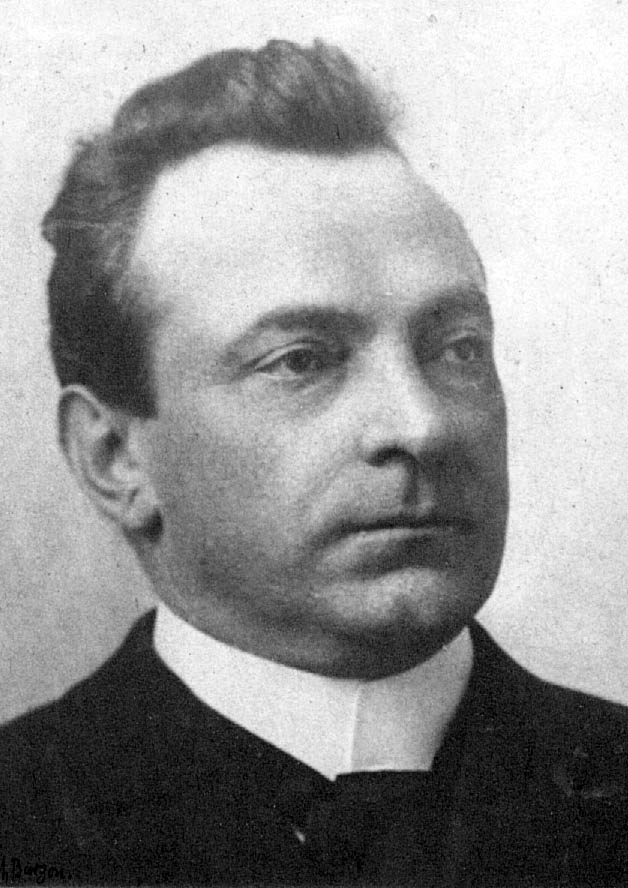
Якуб Барт-Чишинский

В обществе лужицких студентов «Сербовка» в Праге начиналось творчество верхнелужицких поэтов: Миклауша Яцславка, Михала Горника, Яна Чеслы. В 1861 году студент, член «Сербовки» Михал Лешава начал издавать свой рукописный иллюстрированный журнал «Serb», на страницах которого публиковали свои первые поэтические опыты будущие известные лужицкие поэты, обучавшиеся в то время в Праге. Стихи Яцславка близки к политической лирике Зейлера. Горник сочинял патриотические и политические стихотворения, романсы и баллады, активно занимался переводческой деятельностью (так, в 1853—1854 годах Горник первым перевёл на верхнелужицкий язык «Слово о полку Игореве»). Чесла развивал жанр исторической романтической поэмы («Сербский король», «Король Пшибыслав»), писал стихотворения и баллады, в которых описывался период почти двухвековой независимости лужицких сербов в Средние века. На вторую половину 1870-х годов пришлось начало творчества крупнейшего верхнелужицкого поэта (после Зейлера) — Якуба Барта, который в 1884 году стал известен под псевдонимом Чишинский. Он внёс ярко выраженную индивидуальность, укрепил национальное начало в поэзии. В стихотворном произведении «В крепости» (1880) Барт-Чишинский изобразил драматическую картину борьбы славян против франков, с намёками на собственную эпоху. Видными нижнелужицкими поэтами в это время являлись Кито Фрицо Стемпель и Мато Косык. Написав философские поэмы «Три могучих горна», «Поиски старой луны, или Покорение лужицких сербов», Стемпель оказался непонятым современниками. Рассматривая мир как «акустической феномен», автор подводит читателя к оригинальному истолкованию серболужицкого языка. Косык написал большие поэмы: «Сербская свадьба в Блотах» (1880) в жанре деревенской идиллии и «Предательство маркграфа Геро» (1881). Вторая поэма основана на исторической легенде, в которой германский маркграф Геро завлекает славянский вождей для переговоров о мире, а затем их убивает.
Серболужицкая проза стала активно развиваться с 1840-х годов. В 1847 году вышло первое книжное издание «Рассказы» Вели-Радысерба. Писатель внёс значительный вклад в развитие жанра серболужицкой исторической прозы. В новелле «Ян Маня, или Где мой дом» (1896) Веля-Радысерб писал о проблемах молодых лужичан, эмигрировавших в Америку. В 1902 году он издал «Серболужицкие пословицы» (с количеством в десять тысяч пословиц); в 1907 году — «Загадки», в 1909 году — «Народные метафоры». В жанре актуальной социально-политической прозы верхнелужицким писателем Яном Богувером Мучинком в 1849 году была написана повесть «Грибовчане, или Политическое повествование из наших времён». В жанрах актуально-политической, дидактической и сатирической прозы в это время писал Юлиус Эдуард Велан, Михал Горник и другие. Наиболее тесные связи в это время серболужицкая литература поддерживала с чешской литературой, которая занимала первое место по числу переводных произведений (на втором и третьем местах были польская и русская литературы).

## XX век

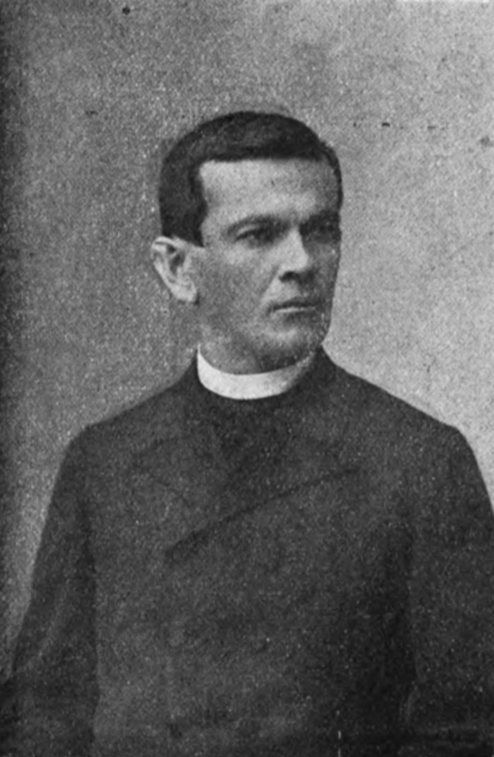
М. Андрицкий

На конец XIX — начало XX века пришлось творчество немецких писателей Яна Валтара, писавшего по-верхнелужицки, и Юрия Зауэрвайна, который писал на нижнелужицком языке. С 1900 до 1906 года действовал организованный Миклавшем Андрицким Союз серболужицких писателей. Андрицкий развивал новый для национальной литературы жанр «стихотворения в прозе». Его приёмы были актуализированы в поэзии Яна Кружа (ум. 1918), Яна Лайнерта (1974) и Йозефа Новака (ум. 1978). Значительный вклад в светскую и религиозную лирику внёс протестантский поэт верхнелужицкой литературы Матей Урбан (ум. 1931). Урбан показал себя и как крупный переводчик античной, немецкой и славянской поэзии на верхнелужицкий язык. Поэтами народно-песенной лирики были Ян Эмануэль Добруцкий (ум. 1921), Ян Гайнца (ум. 1926), Ян Цыж (ум. 1948) и Йозеф Якубаш (ум. 1958).
В верхнелужицкой прозе этого периода происходило развитие исторической повести и романа в творчестве Яна Вели-Радысерба, Юрия Вингера (ум. 1918), Яна Валтара (ум. 1921), Эмануэла Добруцкого, Якуба Лоренца-Залесского (ум. 1939), Матея Гандрика (ум. 1945). В издательством деле и публицистике традиции Андрицкого продолжили Юрий Деленк (ум. 1918) и Франц Краль-Рахлоуц (ум. 1915). Крупным прозаиком этого времени был Михал Навка (ум. 1968), творчество которого отличалось социально-критической направленностью. Якуб Лоренц-Залесский написал историко-мифологическую повесть «Сербские богатыри», которая была опубликована в 1900 году. Действие повести разворачивается во времена германо-славянских войн X века.

### Межвоенный период
В 1919 году возникли двуязычные издания на немецком и лужицком языках: еженедельник «Сербске слово» («Serbske Słowo», выходила в 1919 году) и ежедневная газета «Сербски дженик» («Serbski Dźenik»), которая выходила до 1921 года. Видным публицистом межвоенного период был Ян Скала. Литература на лужицком языке в это время активно издавалась пражским отделением Союза серболужицких писателей. В 1931 году в свет вышел роман Я. Лоренца-Залесского «Остров забытых», явившийся вершиной серболужицкой прозы в период между мировыми войнами. В 1920 году в Праге Йосефом Патой на лужицких языках издавалась литературная «Серболужицкая хрестоматия» («Serbska čitanka»). В 1934 году в Карловом университете в Праге открылась первая кафедра лужицкого языка, литературы и истории культуры.
В 1919 году Йозефом Новаком был опубликован поэтический сборник «С духом свободы», явившийся манифестом возрождённой серболужицкой литературы. Его стихотворение «К восстанию, сербы!» (1919) многократно цитировалось газетами нацистской Германии для обоснования «окончательного решения» лужицкого вопроса. В 1921 году была напечатана историческая драма Новака «Последний король». Другими поэтами этого периода были Михал Навка, Ян Лайнерт, Юрий Хежка, а также Мина Виткойц, перу которой принадлежит сборник «Венок цветов из Блот» (1934). Виткойц занималась и переводческой деятельностью с верхнелужицкого, чешского, словацкого, русского языков. Ещё до прихода нацистов к власти Виткойц была привлечена к ответственности за «антинемецкую деятельность», в 1933 году ей запретили писать. Другими нижнелужицкими поэтессами этого периода были Лиза Домашкойц и Марьяна Домашкойц. В газете «Serbske Nowiny» с 1923 по 1937 год было опубликовано более 600 статей и очерков писателя Юрия Слоденька. Писатель Мерчин Новак-Нехорньский (ум. 1990) занимался развитием жанра художественных путевых очерков. В межвоенный период Новаком-Нехорньским было опубликовано свыше 200 очерков и фельетонов, направленных против немецкого национализма. Показал он себя и как переводчик, художник и иллюстратор книг. В то время были изданы его книги «В царстве Душана Сильного» (1936) и «По лужицким дорогам» (1937), которые попали под запрет. Кроме Новака-Нехорньского в этот период были и другие писатели социально-критической прозы — Я. Скала, Я. Лоренц-Залесский, Марья Кубашец, Миклауш Бедрих-Радлубин. В газете «Сербске новины» публиковали романы, повести и рассказы Ромуальда Домашки (ум. 1945). Драматургом себя показал прозаик Юрий Веля, написавший антинацистские пьесы «Хозяин и работник» (1931), «Дракон» (1936) и другие.

### Период национал-социализма
В 1933 году из серболужицкого издательства были удалены неугодные властям лица, в том числе Лоренц-Залеский, Новак-Нехорнский и Мина Виткойц. Им было запрещено писать, Новак-Нехорнский был арестован. Реакцией на события в Лужице стали протесты в Чехословакии, после чего репрессии на время прекратились.
В 1934 году журналистка Марья Грольмусец была обвинена в антифашистской деятельности и арестована (умерла в заключении в концлагере Равенсбрюк). Часть серболужицкой интеллигенции была выселена из Лужицы. В начале 1937 года «Домовина» во главе с Паволом Недо отказалась принять предложенный в ультимативной форме проект устава «Союза говорящих по-вендски немцев», который унижал национальное достоинство лужицких сербов. 18 марта 1937 года «Домовина» была фактически ликвидирована (вместе со своими печатными органами); Матица серболужицкая была распущена, издательство и типография закрыты, библиотека и архив арестованы.
Последовал указ об изъятии всей серболужицкой литературы из библиотек. Публичное использование лужицкого языка оказалось под запретом. Немецкая пресса получила негласное предписание избегать любых упоминаний о лужицких сербах, под запрет попало даже употребление термина «лужицкие сербы» (Sorben, Wenden).
Атмосфера арестов и угроз вызвала преждевременную смерть Яна Скалы и Якуба Лоренца-Залесского, погиб Юрий Хежка. Члены Домовины начали антифашистское сопротивление, выразившееся в распространении антифашистских материалов. Ряд писателей подверглись арестам. В 1944 году были арестованы Ян Цыж и председатель «Домовины» Павол Недо, освобождённый впоследствии из тюрьмы советской армией.

### ГДР: 1945—1970 годы

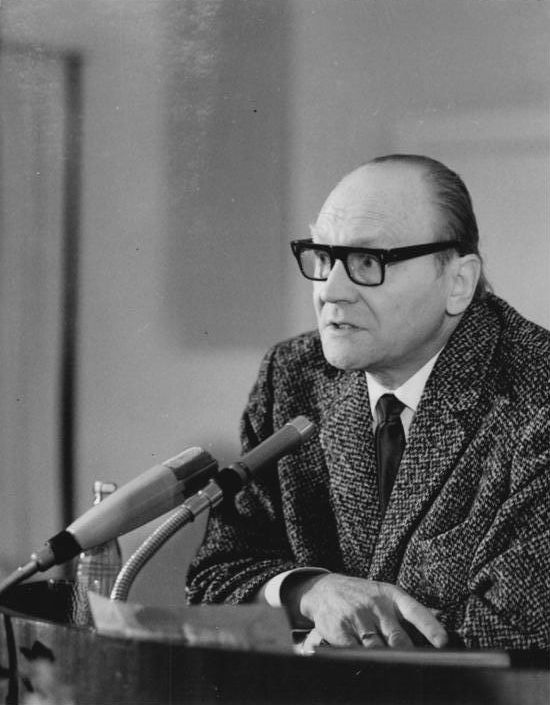
Юрий Брезан

В послевоенное время серболужицкая литература достигла беспрецедентного расцвета. В этот период наиболее активные межславянские литературные связи лужицкие сербы поддерживали с Чехословакией, после которой следовала Польша, Украинская ССР, РСФСР, Белорусская ССР и Югославия. В период действия запрета фашистской Германии на использование лужицкого языка сократилось количество носителей языка. Серболужицкие писатели после 1945 года писали как на лужицких языках, так и на немецком. Так, поэт Кито Лоренц (род. 1938) стал писать на родном языке только после занятий славистикой в 14 лет. Двуязычие усилило влияние немецкой литературы на серболужицкую литературу. Активизировались связи со всеми остальными славянскими литературами, возросло число переводов с лужицкого на другие языки. В мае 1945 года была возобновлена работа «Домовины». В 1946 году по инициативе писателя Юрия Брезана было восстановлено Объединение серболужицких писателей, которое впоследствии вошло в состав Союза писателей ГДР. В 1947 году «Домовина» получила разрешение на открытие своего издательства и типографии; стала издаваться лужицкая газета «Нова доба». В 1948 году началось регулярное радиовещание на лужицких языках. В 1950 году основано ежемесячное издание культурно-политического характера «Розгляд». В 1951 году при Академии наук ГДР был образован Институт серболужицкого народоведения, а при Лейпцигском университете — Институт сорабистики, на котором стала преподаваться серболужицкая литература.

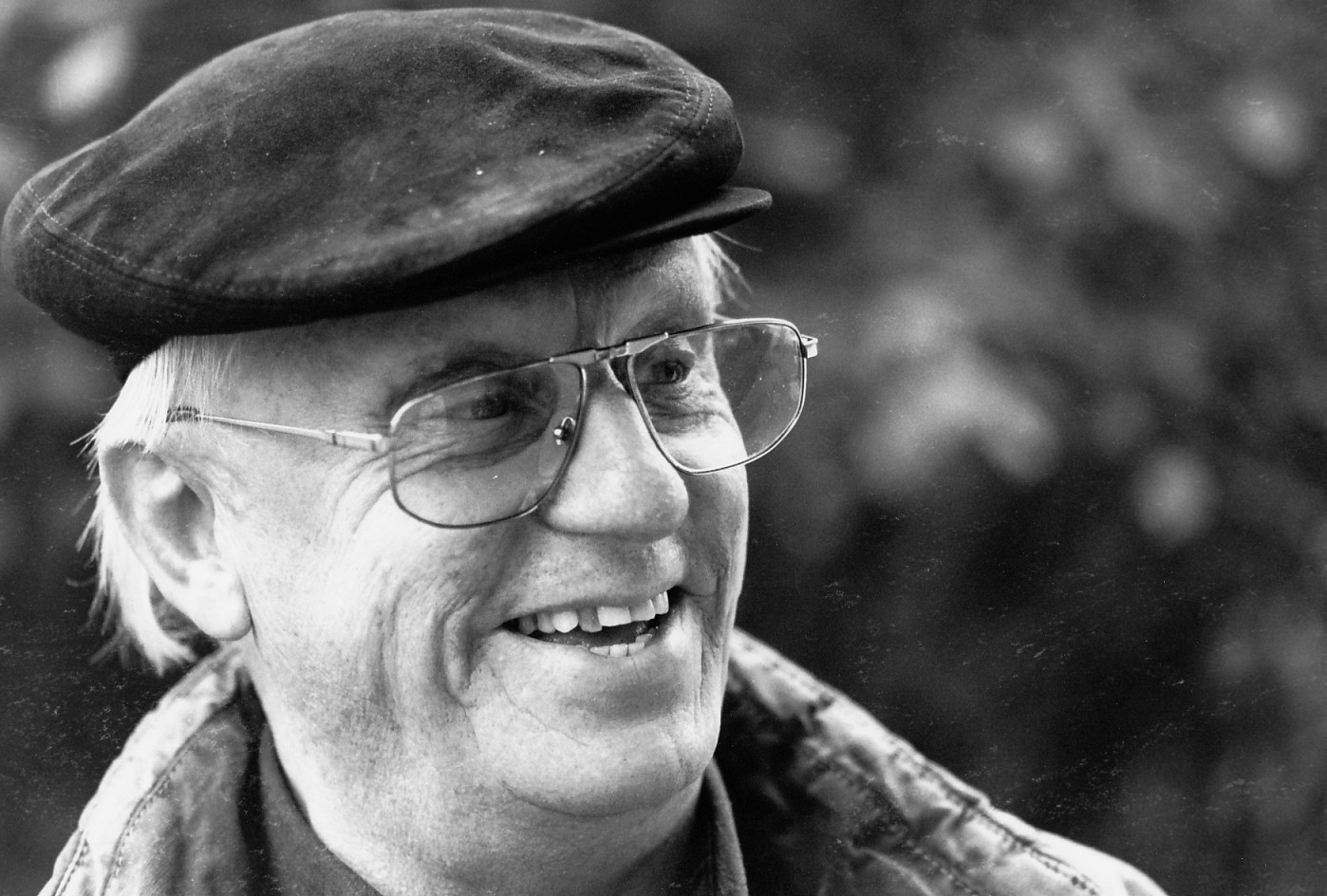
Юрий Кох

Возобновили литературную деятельность поэты Ота Вичаз, Мина Виткойц, Мерчин Новак-Нехорнский, Михал Навка, Ян Лайнерт, Юрий Вуйеш, Йозеф Новак, а также писательница Марья Кубашец. Видным поэтом первого десятилетия после окончания войны был Юрий Брезан. После публикации книги стихотворений и прозы «На меже растёт рожь» на немецком языке в 1951 году Брезан стал двуязычным писателем. В середине 1950-х годов Брезан перешёл к прозе. Другим поэтом этого десятилетия был Юрий Млынк (ум. 1971). В поэме «К свету» (1947) поэт-лирик воспроизводит картину жизни Лужицы в годы нацизма. Млынк занимался и переводами немецкой зарубежной поэзии на лужицкий язык. В начале 1960-х годов возникло новое поколение лужицких поэтов, среди которых был Кито Лоренц и Юрий Кох. Если для Коха поэзия была переходным этапом творчества на пути к прозе, то Лоренц стал ведущим лужицким поэтом. Писательница Марья Кубашец развивала жанры исторической и биографической прозы. Трилогия «Босчий Сербин» (1963—1967) была посвящена Кубашец лужицкому деятелю национального возрождения XVIII века Босчию Сербину. Она также переводила на лужицкий язык славянских писателей, писала книги для детей. Послевоенное творчество Мерчина Новака-Нехорнского составляют автобиографические и художественные очерки. Свои литературные сказки Новак-Нехорнский собрал в книге «Бородатый домовой и другие сказки» (1950). Он также занимался переводом русских классиков. Другими писателями старшего поколения, начинавшие работать до установления нацистского режима в Германии, в этот период были Курт Креньц, Юрий Винар, Антон Навка, Ян Цыж, Юрий Кубаш-Ворклечан и Вилем Беро. К 1960-м годам относится начало творчества писателей Петра Малинка, Марьи Млынковой, Бено Шолты, Юрия Кравжы, Бено Будара, Юрия Коха, Яна Ворнара. Драматургические произведения создавались Петром Малинком («Бунтарь Ян Цушка», «Просьба о помиловании», «Ночной пациент»), Юрием Брезаном («Ночь в лесу», «Марья Янчова»).

### 1970—1991 годы

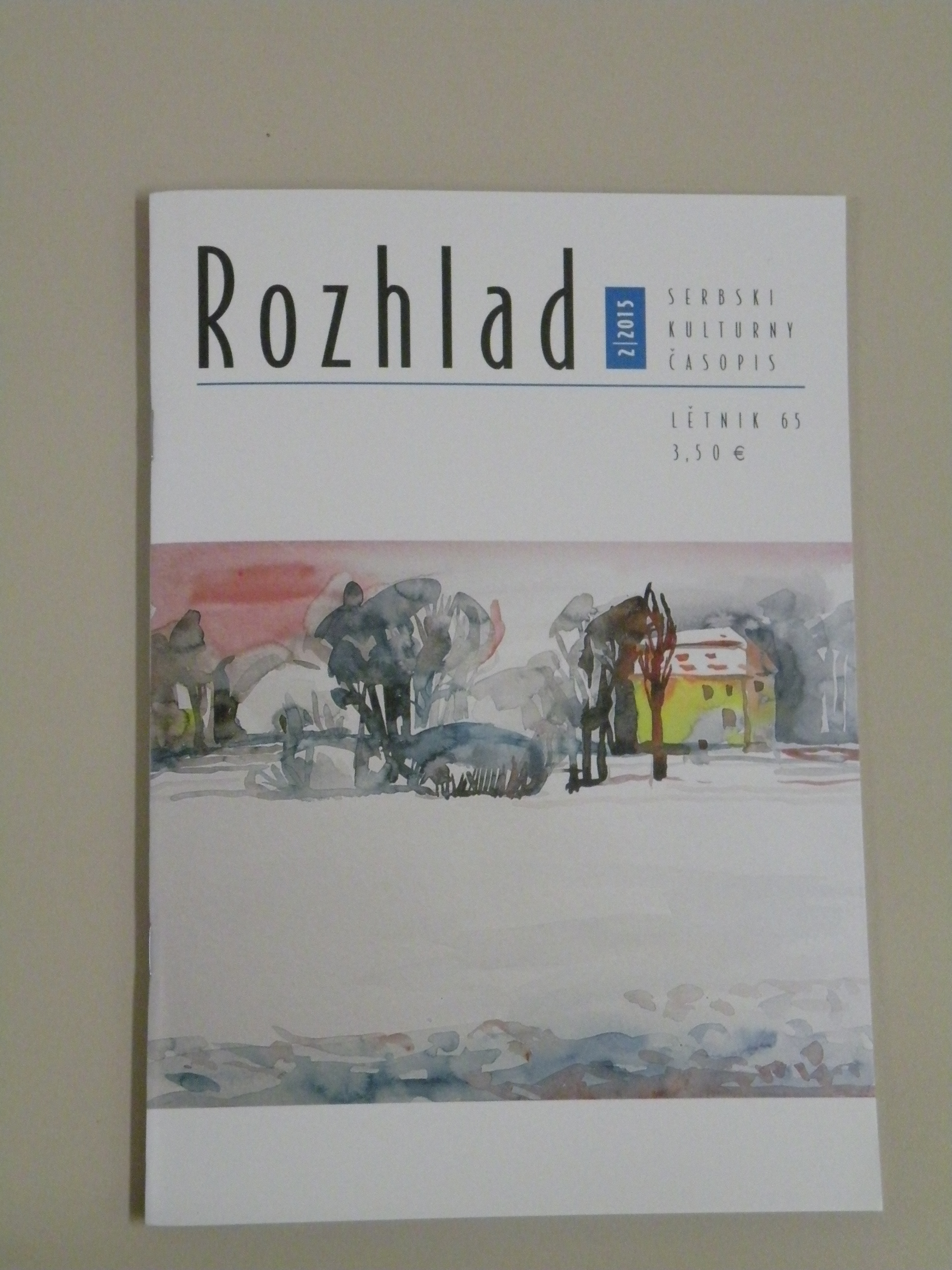
Литературный журнал «Rozhlad»

В 1970-е годы в творчестве Юрия Коха, Кито Лоренца, Бенедикта Дырлиха, Ангелы Стаховой появляется ноты, связанные с осознанием противоречий социалистического общества. В стихотворении «Серболужицкий псалм» (1975—1977) Йозеф Новак подвёл итоги собственным размышлениям о судьбе лужицких сербов. Лоренц с 1973 года работал главным редактором серии «Серболужицкая поэзия». В годы социалистической индустриализации в Лужице происходило развитие угольной промышленности. До 1989 года 46 лужицких населённых пунктов были полностью срыты, ещё 27 поселений были частично уничтожены. В сборнике «Струга» (1967) Лоренц описал два миросозерцания: «социалистического» человека, который гордится ростом социально-экономического потенциала, и «нормального» человека, испытывающего ужас от уничтожения родных деревень и окружающей природы. Другими поэтами этого периода были Рожа Домашцына (род. 1951), Бено Будар (род. 1946), Марья Кравцец (род. 1948), Томаш Навка (род. 1949), Герат Либш (род. 1935).
Продолжал писать Брезан, делавший основной упор не на национальных, а на социальных проблемах. За свой роман «Крабат или Преображение мира» (1976) Брезан получил третью Национальную премию ГДР. Крупнейшим писателем этого периода стал Юрий Кох (род. 1936), создававший свои произведения как на лужицких языках, так и на немецком. В прозе Коха национальный элемент взял верх над социальным. Как и Лоренц в поэзии, Кох занимался экологической темой в своей прозе. В повести «Землеустроители», опубликованной в 1975 году, Кох соединил проблему экологии природы с экологией лужицкого народа в единое целое. Другими прозаиками этого периода были Ян Ворнар, Юрий Кравжа, Кжесчан Кравц, а также писатели старшего поколения: Мина Виткойц, Херберт Новак, Марья Кубашец, Ханжа Бьеншова, Антон Навка и другие. Среди нижнелужицких писателей: Сабина Дункелойц, Ингрид Хустетойц, Маргита Гейнрихова, Уве Гутшмит, Ингрид Наглова, Юрий Кох, Херберт Новак, Моника Слокова, Хинц Рихтар, Рожа Шенкарёва. Лужицкая драма оставалась беднее прозы и лирики: по данным Д. Шолту, за послевоенный период было написано всего 50 пьес. Пьесы создавались чаще всего по произведениям серболужицкой прозы (например, по роману «Между семью мостами» Коха).
В 1970 и 1984 годах вышло два издания Серболужицкого биографического словаря (Serbski biografiski słownik (1970), Nowy biografiski słownik k stawiznam a kulturje Serbow (1984)), который содержит биографии лужицких авторов.

## XXI век
Важным источником сохранения наследия нижнелужицкой литературы и культуры стала серия книг под названием «Podstupimske pśinoski k Sorabistice», издаваемая Потсдамским университетом с 2000 года.